# Chaunus poeppigii
Chaunus poeppigii là một loài cóc trong họ Bufonidae.
Nó được tìm thấy ở Bolivia và Peru.
Các môi trường sống tự nhiên của chúng là các khu rừng ẩm ướt đất thấp nhiệt đới hoặc cận nhiệt đới, các khu rừng vùng núi ẩm nhiệt đới hoặc cận nhiệt đới, sông, đầm nước ngọt, đầm nước ngọt có nước theo mùa, đất canh tác, và vùng đồng cỏ.

## Hình ảnh

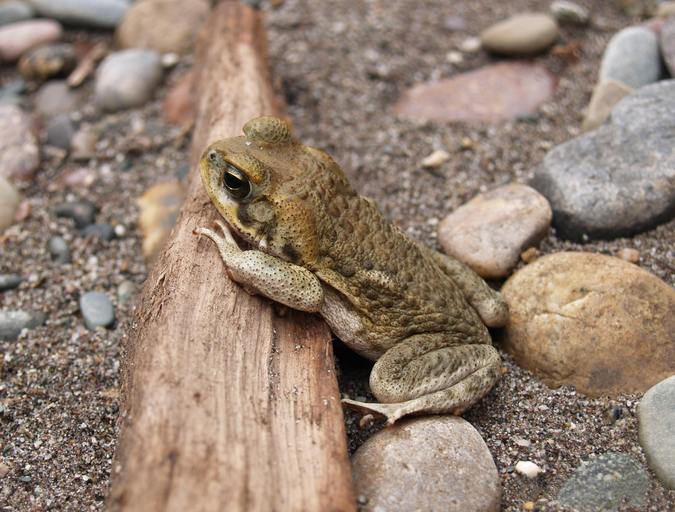